# Троицк (Оренбургская область)
Троицк — село в Соль-Илецком районе Оренбургской области России. Бывший административный центр Троицкого сельсовета.

## География
Село Троицк (как и соседнее подчинённое ему село Ивановка) относится к пограничной зоне, расположено на участке левобережья реки Илека, клином вдающемся в территорию Казахстана. Таким образом населённый пункт окружён территорией Казахстана с запада, юга и востока (так называемый «Троицкий полуостров»). Близ села протекает малая река Акбулак.

## История
Село основано в 1907 году переселенцами с Украины, которые начали прибывать в край в связи со столыпинской реформой.
С 2010 года на территории сельсовета ведутся работы по обустройству родников. Разрабатывается проект ландшафтно-биологического заказника.

## Население
| 2010 |
| ---- |
| 256  |